# Giuseppe Arpád d'Asburgo-Lorena
Giuseppe Arpád d'Asburgo-Lorena ((HU)  Habsburg–Lotaringiai József Árpád; Budapest, 8 febbraio 1933 – Madrid, 30 aprile 2017) è stato un membro del ramo palatino ungherese del casato d'Asburgo-Lorena.

## Biografia
Nato a Budapest, era il figlio dell'arciduca Giuseppe Francesco d'Austria, e di sua moglie la principessa Anna di Sassonia. È un bisnipote dell'arciduca Giuseppe d'Austria, conte palatino d'Ungheria.
Ha conseguito una laurea in economia all'Università di Lisbona.
Dal 1960 è un cavaliere del Toson d'Oro e dal 1977 è Capitano Generale dell'Ordine di Vitéz, un rango e titolo vietati nella Repubblica d'Ungheria dallo Statuto IV del 1947 per quanto riguarda l'abolizione di alcuni titoli e gradi approvata dal regime comunista sulla di nuove leggi entrate in vigore dal 1º gennaio 2012. È morto nel 2017 a Madrid.

## Matrimonio
Giuseppe Árpád ha sposato, nel 1956, Maria di Löwenstein-Wertheim-Rosenberg, figlia di Carlo, VIII principe di Löwenstein-Wertheim-Rosenberg e Carolina dei Conti Rignon. Si sposarono civilmente il 25 agosto 1956 e religiosamente il 12 settembre 1956 a Bronnbach, Wertheim am Main, Baden-Württemberg, Germania.
Ebbero otto figli:
1. Arciduca Giuseppe Carlo (7 agosto 1957 – 8 agosto 1957);
2. Arciduchessa Monica Ilona Maria Carolina Stefania Elisabetta Immacolata Benedetta Dominica (14 settembre 1959), sposò il 18 maggio 1996 Charles-Henry de Rambures, ebbero un figlio;
3. Arciduca Giuseppe Carlo Maria Arpád Stefano Pio Ignazio Aloysio Cirillo (18 marzo 1960), sposò il 28 dicembre 1990 la Principessa Margherita di Hohenberg, ebbero quattro figli:
  1. Arciduchessa Giovanna (21 maggio 1992);
  2. Arciduca Giuseppe Alberto (26 luglio 1994);
  3. Arciduca Paolo Leone (13 gennaio 1996);
  4. Arciduchessa Elisabetta (22 settembre 1997).
4. Arciduchessa Maria Cristina Regina Stefania Immacolata Carolina Monica Ägidia (1 settembre 1963), sposò il 22 maggio 1988 Raymond van der Meide, ebbero sette figli;
5. Arciduca Andrea Agostino Maria Arpád Aloysio Costantino Pio Ignazio Pietro (29 aprile 1965), sposò il 2 ottobre 1994 la Contessa Maria Cristina di Hatzfeldt-Donhoff, ebbero sei figli;
6. Arciduchessa Alessandra Lidia Pia Immacolata Giuseppa Petra Paola Maria (29 giugno 1967), sposò il 19 giugno 1999 Wilhelmus de Wit, ebbero quattro figli;
7. Arciduca Nicola Francesco Alessandro Nuno Giuseppe Arpád Ruppert Donato Virgilio Maria (27 novembre 1973), sposò nel luglio 2002 Eugenia de Calonje y Gurrea, ebbero quattro figli;
8. Arciduca Giovanni Giacobbe Giuseppe Arpád Ulrico Pio Stefano Ignazio Ermanno Maria (21 maggio 1975), sposò il 3 ottobre 2009 María Gabriela Montenegro Villamizar, ebbero tre figli.

## Ascendenza
|                                     |                     |                                     | Genitori                             |  |  | Nonni |  |  | Bisnonni                              |  |  | Trisnonni                 |  |
|                                     |                     |                                     |                                      |  |  |       |  |  | Giuseppe Carlo Luigi d'Asburgo-Lorena |  |  | Giuseppe d'Asburgo-Lorena |  |
|                                     |                     |                                     |                                      |  |  |       |  |  | Giuseppe Carlo Luigi d'Asburgo-Lorena |  |  | Giuseppe d'Asburgo-Lorena |  |
|                                     |                     | Maria Dorotea di Württemberg        |                                      |  |  |       |  |  | Giuseppe Carlo Luigi d'Asburgo-Lorena |  |  |                           |  |
| Giuseppe Augusto d'Asburgo-Lorena   |                     |                                     |                                      |  |  |       |  |  | Giuseppe Carlo Luigi d'Asburgo-Lorena |  |  |                           |  |
|                                     |                     | Clotilde di Sassonia-Coburgo-Koháry | Augusto di Sassonia-Coburgo-Koháry   |  |  |       |  |  |                                       |  |  |                           |  |
|                                     |                     | Clotilde di Sassonia-Coburgo-Koháry | Augusto di Sassonia-Coburgo-Koháry   |  |  |       |  |  |                                       |  |  |                           |  |
|                                     |                     | Clotilde di Sassonia-Coburgo-Koháry | Clementina d'Orléans                 |  |  |       |  |  |                                       |  |  |                           |  |
| Giuseppe Francesco d'Asburgo-Lorena |                     | Clotilde di Sassonia-Coburgo-Koháry |                                      |  |  |       |  |  |                                       |  |  |                           |  |
|                                     |                     | Leopoldo di Baviera                 | Luitpold di Baviera                  |  |  |       |  |  |                                       |  |  |                           |  |
|                                     |                     | Leopoldo di Baviera                 | Luitpold di Baviera                  |  |  |       |  |  |                                       |  |  |                           |  |
|                                     |                     | Leopoldo di Baviera                 | Augusta Ferdinanda d'Asburgo-Lorena  |  |  |       |  |  |                                       |  |  |                           |  |
| Augusta Maria di Baviera            |                     | Leopoldo di Baviera                 |                                      |  |  |       |  |  |                                       |  |  |                           |  |
|                                     |                     | Gisella d'Asburgo-Lorena            | Francesco Giuseppe I d'Austria       |  |  |       |  |  |                                       |  |  |                           |  |
|                                     |                     | Gisella d'Asburgo-Lorena            | Francesco Giuseppe I d'Austria       |  |  |       |  |  |                                       |  |  |                           |  |
|                                     |                     | Gisella d'Asburgo-Lorena            | Elisabetta di Baviera                |  |  |       |  |  |                                       |  |  |                           |  |
| Giuseppe Arpád d'Asburgo-Lorena     |                     | Gisella d'Asburgo-Lorena            |                                      |  |  |       |  |  |                                       |  |  |                           |  |
|                                     | Giorgio di Sassonia | Giovanni di Sassonia                |                                      |  |  |       |  |  |                                       |  |  |                           |  |
|                                     | Giorgio di Sassonia | Giovanni di Sassonia                |                                      |  |  |       |  |  |                                       |  |  |                           |  |
|                                     | Giorgio di Sassonia | Amalia Augusta di Baviera           |                                      |  |  |       |  |  |                                       |  |  |                           |  |
| Federico Augusto III di Sassonia    | Giorgio di Sassonia |                                     |                                      |  |  |       |  |  |                                       |  |  |                           |  |
|                                     |                     | Maria Anna Ferdinanda di Braganza   | Ferdinando II del Portogallo         |  |  |       |  |  |                                       |  |  |                           |  |
|                                     |                     | Maria Anna Ferdinanda di Braganza   | Ferdinando II del Portogallo         |  |  |       |  |  |                                       |  |  |                           |  |
|                                     |                     | Maria Anna Ferdinanda di Braganza   | Maria II del Portogallo              |  |  |       |  |  |                                       |  |  |                           |  |
| Anna di Sassonia                    |                     | Maria Anna Ferdinanda di Braganza   |                                      |  |  |       |  |  |                                       |  |  |                           |  |
|                                     |                     | Ferdinando IV di Toscana            | Leopoldo II di Toscana               |  |  |       |  |  |                                       |  |  |                           |  |
|                                     |                     | Ferdinando IV di Toscana            | Leopoldo II di Toscana               |  |  |       |  |  |                                       |  |  |                           |  |
|                                     |                     | Ferdinando IV di Toscana            | Maria Antonia di Borbone-Due Sicilie |  |  |       |  |  |                                       |  |  |                           |  |
| Luisa d'Asburgo-Lorena              |                     | Ferdinando IV di Toscana            |                                      |  |  |       |  |  |                                       |  |  |                           |  |
|                                     |                     | Alice di Borbone-Parma              | Carlo III di Parma                   |  |  |       |  |  |                                       |  |  |                           |  |
|                                     |                     | Alice di Borbone-Parma              | Carlo III di Parma                   |  |  |       |  |  |                                       |  |  |                           |  |
|                                     |                     | Alice di Borbone-Parma              | Luisa Maria di Borbone-Francia       |  |  |       |  |  |                                       |  |  |                           |  |
|                                     |                     | Alice di Borbone-Parma              |                                      |  |  |       |  |  |                                       |  |  |                           |  |